# ウィンフィールド・ジャンクション駅

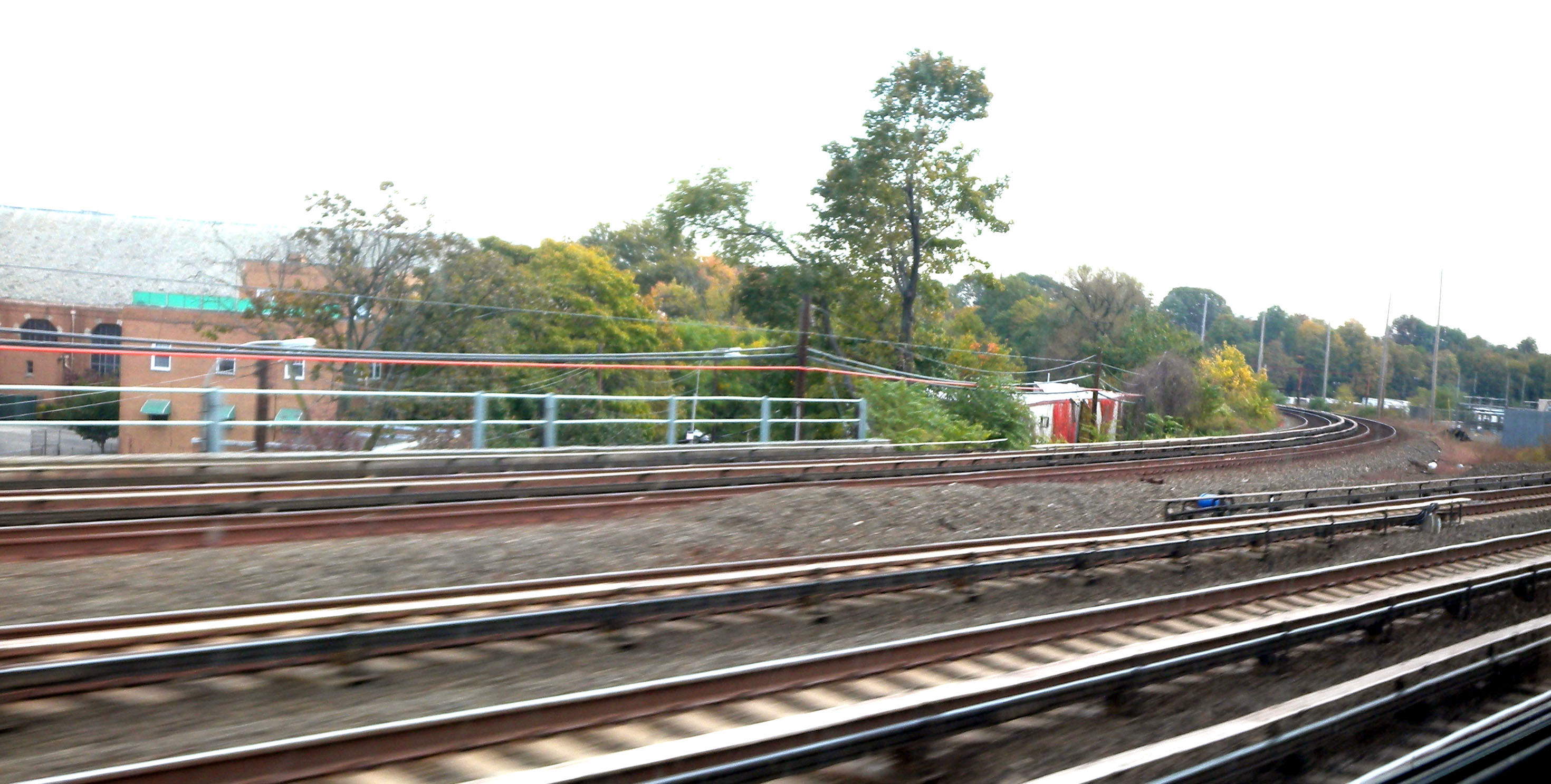
ウィンフィールド・ジャンクション

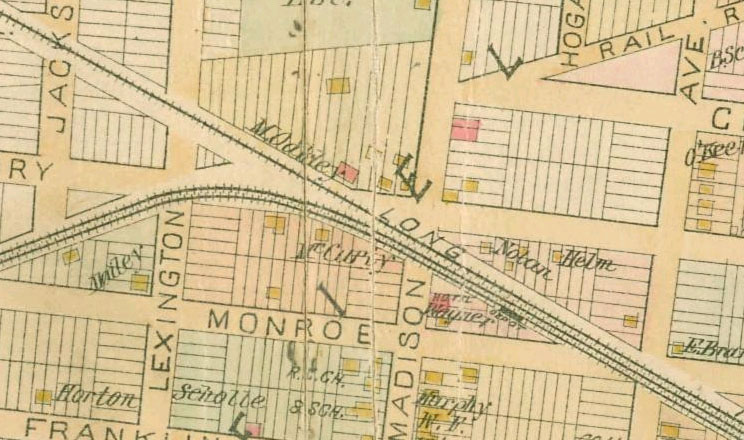
ウィンフィールド駅が記載された地図（1891年）

ウィンフィールド・ジャンクション（英: Winfield Junction）は、かつてニューヨーク・クイーンズのウッドサイド地区に存在したロングアイランド鉄道の本線とポートワシントン支線の間のジャンクションである。これはウィンフィールド（英: Winfield）として知られる駅も有していた。

## 歴史
ウィンフィールド駅は、当初1854年7月にニューヨーク・アンド・フラッシング鉄道 (NY&F) が50番街と69丁目の交差点の南東の角に開業した。そのジャンクションの場所は同年、NY&Fの本線（現在のポートワシントン支線）がLIRRの本線と交差するように建設された際に決められた。1868年までにNY&Fはフラッシング・アンド・ノース・サイド鉄道に合併され、ウィンフィールドより西の区間はロングアイランド・サウスサイド鉄道に1869年に売却された。この区間 (segment) は1875年に廃止された。1874年のフラッシング・ノースショア・アンド・セントラル鉄道、その後1876年のロングアイランド鉄道によるさらなる買収 (acquision) の後、その駅はその後そのジャンクション（これも本線を利用した）へ1876年8月に移転した。2番目の駅はいつかに建設され、1915年に取り壊された後、3番目の駅と同年に置き換えられた。その駅を閉鎖する計画は早いものでは1910年まで追跡できるが、その駅は1929年に閉鎖され取り壊され、ウッドサイド駅が本線とポートワシントン支線の列車の乗換駅となった。